# Kenkichi Oshima
Kenkichi Oshima (japonès: 大島鎌吉)  (Kanazawa, 10 de novembre de 1908 - 30 de març de 1985) fou un atleta japonès, especialista en triple salt, que va competir durant les dècades de 1920 i 1930.
El 1932 era el clar favorit per a la victòria final en la prova del triple salt dels Jocs Olímpics d'Estiu de Los Angeles, però un accident al bany, que li provocà greus cremades, impedí que disputés la prova en plenes facultats. Amb tot, finalment guanyà la medalla de bronze amb un salt de 15,12 metres, rere Chuhei Nambu	i Erik Svensson. Quatre anys més tard, als Jocs de Berlín, fou l'abanderat japonès durant la cerimònia inaugural dels Jocs. Va disputar la prova del triple salt, que finalitzà en sisena posició.
Parlant amb fluïdesa l'alemany, durant aquest Jocs va tenir una entrevista de 20 minuts amb Adolf Hitler, que aparentment va confondre Ōshima amb un agregat militar japonès del mateix cognom. Ōshima va fer moltes preguntes a Hitler sobre les iniciatives nazis per millorar l'educació física dels joves alemanys. El 1934 va guanyar el títol nacional de triple salt i va superar el rècord mundial de 15,82 metres, però el rècord no va ser reconegu per la IAAF.
Després de graduar-se a la Universitat de Kansai va entrar a treballar, fins a la seva jubilació, a la secció d'esports del diari Mainichi Shimbun. Després fou professor emèrit i vicepresident de la Universitat d'Osaka de Ciències de la Salut i l'Esport, així com membre honorari del Comitè Olímpic Internacional i autor de nombrosos llibres sobre esports.

## Millors marques
- Triple salt. 15.63m (1964)[3]